# Slanke knotsslak
De slanke knotsslak (Tergipes tergipes) is een slakkensoort uit de familie van de knotsslakken (Tergipedidae). De wetenschappelijke naam van de soort werd in 1775 voor het eerst geldig gepubliceerd door Peter Forsskål.

## Beschrijving
De slanke knotsslak is een kleine zeenaaktslak met enkele cerata afwisselend langs de zijkanten van het lichaam. Het lichaam is doorschijnend wit met rode markeringen aan de zijkanten van het hoofd en net achter de rinofoor-basis. De zigzagvormige spijsverteringsklier is bruin van kleur en is door de rug zichtbaar als een vertakkend vat. De cerata zijn gezwollen van vorm en hebben grote witte cnidosacs aan de uiteinden. De orale tentakels zijn kort, maar de rinforen zijn lang en taps toelopend. Slechts 6-8 mm lang als ze volgroeid zijn.
De slanke knotsslak is een euryhaliene soort die wisselende zoutgehaltes goed verdraagt. Het voedt zich met verschillende soorten Obelia, maar de geknoopte zeedraad (Obelia geniculata) (normaal gevonden op kelpbladeren) is zijn favoriete voedsel. In Nederland voedt de soort zich, zowel in zee als in brakwatermilieus, overigens uitsluitend met Laomedea-soorten. Het broedsel bestaat uit kleine bolvormige gelatineuze eikapsels met tot ca. 75 eitjes.

## Verspreiding
De slanke knotsslak is beschreven vanuit de Sont in Denemarken. Het is gemeld vanuit het noordoostelijke deel van de Atlantische Oceaan van IJsland en Noorwegen in het zuiden tot Portugal en in de Middellandse Zee. Deze soort is wijdverbreid en algemeen op de Britse Eilanden, maar wordt vaak over het hoofd gezien vanwege zijn kleine formaat. In Nederland bekend uit het Waddengebied, de open Noordzee en uit Zeeland (Ooster- en Westerschelde, Grevelingenmeer, Veerse Meer), waar deze een van de meest voorkomende zeenaaktslakken is.